# Rapa (série télévisée)
Pour les articles homonymes, voir Rapa.
Rapa est une série télévisée espagnole, une enquête policière créée et écrite par Pepe Coira et Fran Araújo, et produite par Movistar Plus+ en collaboration avec Portocabo, avec dans les rôles principaux Javier Cámara et Monica Lopez (es). Elle comporte 3 saisons de 6 épisodes.
Elle tire son nom de la tradition de la rapa das bestas en Galice, où se déroule l'action.
La première saison est diffusée le 19 mai 2022 sur Movistar+ et en 2025 sur Arte, la deuxième saison le 15 juin 2023. La troisième et dernière saison est diffusée le 12 septembre 2024,.

## Synopsis
Amparo Seoane, la maire de la ville de Cedeira, est assassinée. Débute alors une enquête policière et judiciaire qui n'a rien de simple dans cette contrée sauvage et secrète. Résoudre le crime devient une obsession pour la sergente de la Garde Civile Maite et le professeur du lycée local Tomás qui est le seul témoin du meurtre.

## Distribution
- Javier Cámara : Tomás Hernández
- Monica Lopez (es) : Maite Estévez
- Lucía Veiga : Norma Muiños Álvarez
- Eva Fernández : Dubra Varela Seoane
- Toni Salgado : Eliseo Bastida Seara
- Ricardo de Barreiro : Samuel Varela Seoane
- Berta Ojea : Balbina Álvarez
- Jorge Bosch : Segura
- Santi Prego : Ceide
- Paula Morado : Francisca "Paquita" Moure Cornide
- Adrián Ríos : Bolaño
- Iria Sobrado : Helena Beira
- Tito Asorey : Darío Cimadevila
- Mabel Rivera : Amparo Seoane
- Víctor Mosqueira : Roberto Jiménez Fernández
- Nacho Castaño : Matías Costenla
- Lara Boedo : Xana
- Xavier Estévez : Casal

## Accueil
Pour le magazine Télérama, Rapa se révèle aussi âpre que les paysages grandioses et déchiquetés de Galice. (...) ce subtil thriller écologique multiplie les pistes pour mieux nous égarer. Une policière hypersensible flanquée d'un prof en proie à un mal incurable : l'attachant tandem que forme Mónika López avec Javier Cámara brille en outre par sa sobriété et une complicité intime. Certes suffocants, mais captivants, les six épisodes tiennent en haleine jusqu'à l'épilogue.